# Fort Montluc

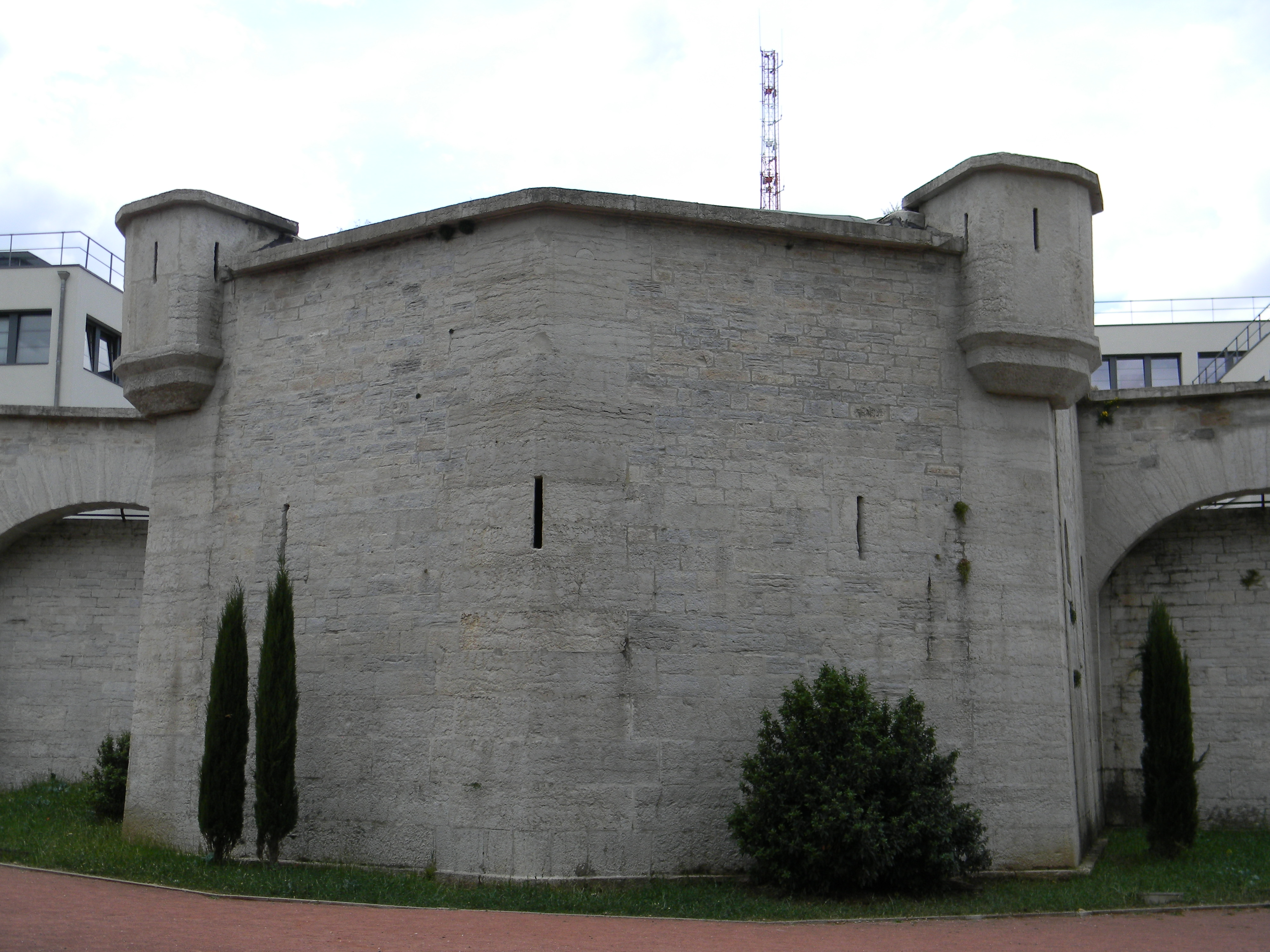
Fort Montluc

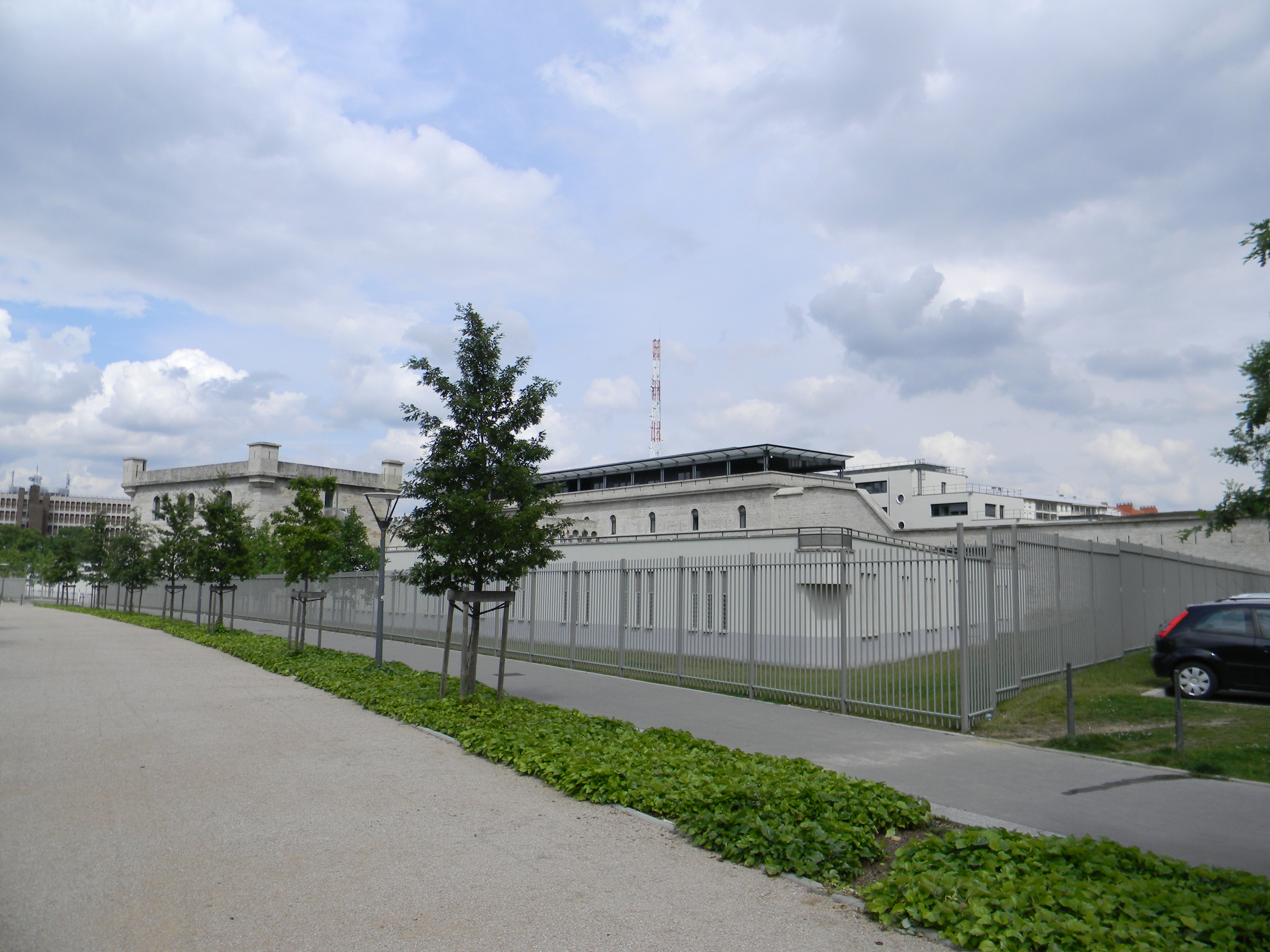
Fort Montluc

Das Fort Montluc, ursprünglich Fort de Villeurbanne, ist eine Befestigungsanlage in der französischen Stadt Lyon. Es wurde von 1831 bis 1835 erbaut. Nach grundlegenden baulichen Veränderungen zunächst in den 1870er und 1880er Jahren und erneut im 21. Jahrhundert dient es heute als Polizeipräsidium von Lyon. Südlich an das Fort angrenzend befindet sich das ehemalige Gefängnis Montluc aus dem Jahre 1921. 

## Lage
Das Fort liegt im 3. Arrondissement von Lyon auf der linken Seite der Rhone, etwa 700 m südlich des Bahnhofs Lyon Part-Dieu. Nach Westen wird das Fort von der Rue du Général Mouton-Duvernet begrenzt, hinter der die Bahnstrecke Collonges-Fontaines–Lyon-Guillotière verläuft. Nach Osten und Süden begrenzt die Rue Jeanne Hachette das Gelände.

## Ursprüngliche Architektur
Das ab 1831 erbaute Fort war Teil des ersten Verteidigungsrings um Lyon, der unter Louis-Philippe I. und unter Leitung des Generals Rohault de Fleury errichtet wurde. Es hatte den Grundriss eines Trapezes, dessen kurze Grundseite nach Osten zeigte. An ihren Enden war es mit zwei großen Bastionen versehen. Die westliche, der Stadt zugewandte Seite, auf der sich das Eingangstor befand, hatte an ihren Enden ebenfalls zwei Bastionen. Das Tor war durch einen annähernd würfelförmigen, mit vier Scharwachttürmen versehenen Wachturm geschützt; von den Befestigungsanlagen ist nur dieser heute noch erhalten. Der Kavalier im Zentrum der Anlage wurde nach Westen von einem Kasernenbau mit einem weiteren Turm begrenzt. Er konnte 67 Geschütze aufnehmen.

## Umbau und Umnutzung ab den 1870er Jahren

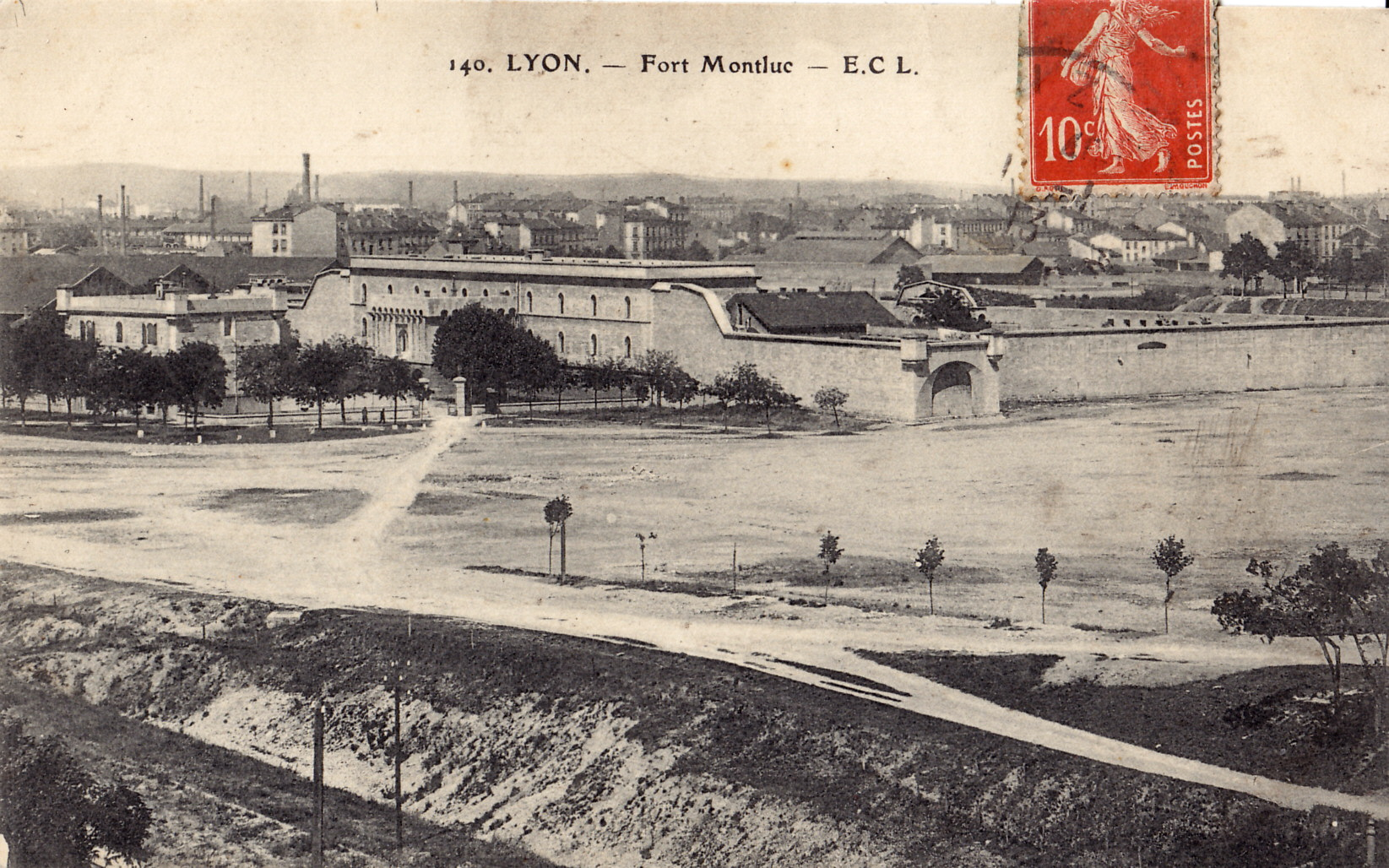
Fort Montluc Anfang des 20. Jahrhunderts, Blick von Südwesten

In den 1870er Jahren war das Konzept des Forts überholt. Es wurde ein zweiter Verteidigungsring um Lyon gebaut. Am Fort de Villeurbanne wurden die Kurtinen und Bastionen geschleift, die Glacis und Gräben eingeebnet. Es blieben nur der Kavalier und der äußere Wachturm. Diese wurden 1887 in Fort Montluc umbenannt. Die freigewordenen Flächen wurde als Übungsplatz benutzt, auf der Glacis wurden Gebäude errichtet. Unter anderem beherbergten sie ein Militärgericht.

## Ab 1969
1969 wurde das Fort dem Innenministerium übereignet und diente bis 1982 der Bereitschaftspolizei Compagnies Républicaines de Sécurité (CRS) als Kaserne. Nach jahrzehntelangem Leerstand wurde es von 2005 bis 2007 vollständig umgebaut zum Sitz der Police nationale von Lyon, wobei im Innenbereich neue Gebäude errichtet wurden. Die äußere Erscheinung als Festungsbau wurde dabei bewahrt.

## Gefängnis Montluc
1921 wurde auf der ehemaligen Glacis im Süden des Forts ein Militärgefängnis gebaut. Nach einer Außerbetriebnahme 1932 wurde es zu Beginn des Zweiten Weltkriegs wieder in Betrieb genommen und diente ab Anfang 1943 den deutschen Besatzern und insbesondere der Gestapo. Bis zu 10.000 Menschen durchliefen das Gefängnis in dieser Zeit, von denen die meisten in deutsche Konzentrationslager weitertransportiert, viele aber auch im Großraum Lyon hingerichtet wurden. Nach dem Krieg wurde das Gefängnis weiterbetrieben. Seit 2009 ist es eine Gedenkstätte.